# 瓦西里·别列祖茨基
瓦西里·别列祖茨基（俄語：Василий Владимирович Березуцкий，1982年6月20日—）是俄羅斯的一位足球運動員。在場上司職後衛。他現在效力于俄羅斯足球超級聯賽的莫斯科中央陸軍足球俱樂部。他也代表俄羅斯國家足球隊參賽。

## 荣誉

### 球会
莫斯科中央陸軍足球俱樂部
- 歐洲足協盃（1）：2005
- 俄羅斯足球超級聯賽（4）：2003, 2005, 2006, 2012-13
- 俄羅斯盃（7）：2001–02, 2004–05, 2005–06, 2007-08, 2008-09, 2010-11, 2012-13
- 俄羅斯超級盃（4）：2004, 2006, 2007, 2009

### 国际赛
俄罗斯
- 歐洲國家盃：2008 铜牌

### 个人
- 俄羅斯足球超級聯賽最佳33人（8）：2005, 2006, 2007, 2008, 2009, 2010，2012。2012/13